# SpVgg Vohenstrauß
Die Spielvereinigung Vohenstrauß ist ein Fußballverein aus der Oberpfälzer Stadt Vohenstrauß.

## Geschichte
Der Verein wurde am 14. November 1921 gegründet. Seit 1928 nimmt er an den Verbandsspielen teil. Von 1969 bis 1974 spielte er in der Bayernliga. In der Saison 2011/12 stieg die Spielvereinigung als ungeschlagener Meister mit 22 Siegen und vier Unentschieden in die Bezirksliga Oberpfalz auf. 

## Persönlichkeiten
- Karel Finek[1], Trainer von 1969 bis 1974, führte den Verein in die Bayernliga
- Gerhard Pankotsch[2], Torschützenkönig der Bayernliga 1970, später Zweitligaspieler beim FC 08 Homburg und der SpVgg Fürth